# I Used to Think I Could Fly
I Used to Think I Could Fly ist das Debütalbum der kanadischen Sängerin Tate McRae, das am 27. Mai 2022 über RCA Records veröffentlicht wurde. Vorausgegangen waren die Singles Feel Like Shit, She’s All I Wanna Be, Chaotic und What Would You Do. McRae geht seit Juni 2022 zur Unterstützung des Albums auf Tour.

## Hintergrund
McRae sagte NME im Jahr 2021, dass sie die „Strukturen“ von Alben wie Frank Oceans Blonde (2016), Billie Eilishs When We All Fall Asleep, Where Do We Go? (2019) und The Weeknds After Hours (2020) mit ihrer eigenen verglich, um zu beurteilen, wie „ähnlich“ sie sich waren. Sie erklärte People im Februar 2022, dass eine Reihe ihrer Songs „nur [ihre] Tagebucheinträge“ seien und dass sie sie aufschreibe, wenn sie „hässliche Gefühle“ habe. McRae gab bekannt, dass sie die Titelliste für das Album fertiggestellt und am 8. März 2022 ihrem Label übergeben hatte, und sie enthüllte den Titel sowie das Cover am 1. April 2022.
Nachdem das Album ursprünglich 12 Titel enthalten sollte, bestätigte McRae die Aufnahme des Titels Whats Your Problem? als die offizielle Titelliste am 11. April 2022 bekannt gegeben wurde, wodurch sich die Gesamtzahl der Titel auf 13 erhöhte.

## Titelliste
| Nr.          | Titel                 | Autor(en)                                                     | Länge |
| ------------ | --------------------- | ------------------------------------------------------------- | ----- |
| 1.           | ?                     |                                                               | 0:16  |
| 2.           | Don't Come Back       |                                                               | 2:32  |
| 3.           | I'm So Gone           |                                                               | 2:26  |
| 4.           | What Would You Do     |                                                               | 2:46  |
| 5.           | Chaotic               | Tate McRae, Greg Kurstin, Victoria Zaro                       | 2:55  |
| 6.           | Hate Myself           |                                                               | 2:51  |
| 7.           | Whats Your Problem?   |                                                               | 3:34  |
| 8.           | She’s All I Wanna Be  | Tate McRae, Greg Kurstin                                      | 3:27  |
| 9.           | Boy X                 |                                                               | 3:46  |
| 10.          | You’re So Cool        |                                                               | 2:50  |
| 11.          | Feel Like Shit        | Jacob Kasher Hindlin, Russel Chell, Tate McRae, Victoria Zaro | 3:23  |
| 12.          | Go Away               |                                                               | 3:33  |
| 13.          | I Still Say Goodnight | Tate McRae, Finneas O’Connell                                 | 3:08  |
| Gesamtlänge: | Gesamtlänge:          | Gesamtlänge:                                                  | 37:17 |

## Kommerzieller Erfolg

### Chartplatzierungen
| ChartsChartplatzierungen       | Höchstplatzierung | Wochen |
| ------------------------------ | ----------------- | ------ |
| Deutschland (GfK)              | 44 (1 Wo.)        | 1      |
| Österreich (Ö3)                | 22 (2 Wo.)        | 2      |
| Schweiz (IFPI)                 | 39 (1 Wo.)        | 1      |
| Vereinigte Staaten (Billboard) | 13 (7 Wo.)        | 7      |
| Vereinigtes Königreich (OCC)   | 7 (3 Wo.)         | 3      |

### Auszeichnungen für Musikverkäufe
| Land/Region                  | Auszeichnungen für Musikverkäufe (Land/Region, Auszeichnung, Verkäufe) | Verkäufe |
| ---------------------------- | ---------------------------------------------------------------------- | -------- |
| Dänemark (IFPI)              | Gold                                                                   | 10.000   |
| Kanada (MC)                  | Platin                                                                 | 80.000   |
| Neuseeland (RMNZ)            | Gold                                                                   | 7.500    |
| Schweden (IFPI)              | Gold                                                                   | 15.000   |
| Vereinigtes Königreich (BPI) | Silber                                                                 | 60.000   |
| Insgesamt                    | 1× Silber · 3× Gold · 1× Platin ·                                      | 172.500  |

Hauptartikel: Tate McRae/Auszeichnungen für Musikverkäufe